# Bounty Hunters (película de 2016)
Bounty Hunters es una película de drama, acción y comedia dirigida por Shin Terra, y protagonizada por  Lee Min Ho, Wallace Chung, Tiffany Tang, Jones Xu, Karena Ng y Louis Fan.
Es una coproducción de China, Corea del sur y Hong Kong, La película fue publicada en China por Le Vision Pictures el 1 de julio de 2016.

## Reparto
- Lee Min Ho[4][5]
- Wallace Chung[4]
- Tiffany Tang[4]
- Jeremy Tsui[4]
- Karena Ng[4]
- Louis Fan[4]

## Producción
El presupuesto de esta película fue de US$41,5 millones.

## Recepción
La película ha recaudado US$31,1 millones.